# 예산 수당고택
예산 수당고택(禮山 修堂古宅)는 대한민국 충청남도 예산군 대술면에 있는 가옥이다. 2014년 2월 25일 대한민국의 국가민속문화재 제281호로 지정되었다.

## 개요
수당고택은 아계 이산해(1539~1609)의 손자 이구(1586~1609)의 부인 전주이씨(1588~1668)가 아계의 묘소 근처인 현재의 곳에 1637년 창건하였으며, 1846년 중수를 거쳐 현재에 이르고 있다.
사랑채와 안채의 배치 및 평면구성에서 이 지역 반가의 특징을 잘 보존하고 있으며, 한말 일제강점기를 거치면서 수당 이남규(1855-1907) 등 4대 충절인물 배출하는 등 건축적, 역사적 가치가 크다.
17세기 이후 생성된 다량의 고문서와 집안 유물들은 수당가의 변화와 조선후기 사회경제 상황의 실제를 잘 보여주는 등 사회문화적·학술적 가치가 높다.

## 같이 보기
- 이산해

## 참고 자료
- 예산 수당고택 - 국가유산청 국가유산포털